# Równe (Głubczyce)
Równe  (deutsch Roben, tschechisch Rovné) ist eine Ortschaft in Oberschlesien. Der Ort liegt in der Gmina Głubczyce im Powiat Głubczycki in der Woiwodschaft Oppeln in Polen.

## Geographie

### Geographische Lage
Das Angerdorf Równe liegt sieben Kilometer östlich der Kreisstadt und des Gemeindesitzes Głubczyce (Leobschütz) sowie 68 Kilometer südwestlich der Woiwodschaftshauptstadt Opole (Oppeln) unmittelbar an der Grenze zur Tschechien. Der Ort liegt in der Nizina Śląska (Schlesische Tiefebene) innerhalb der Płaskowyż Głubczycki (Leobschützer Lößhügelland).

### Nachbarorte
Nachbarorte von Równe sind im Osten Gołuszowice (Kreuzendorf), im Südwesten Dobieszów (Dobersdorf) sowie auf tschechischer Seite im Norden Rusín (Rausen) und im Nordwesten Ves Rudoltice (Rosswald).

## Geschichte

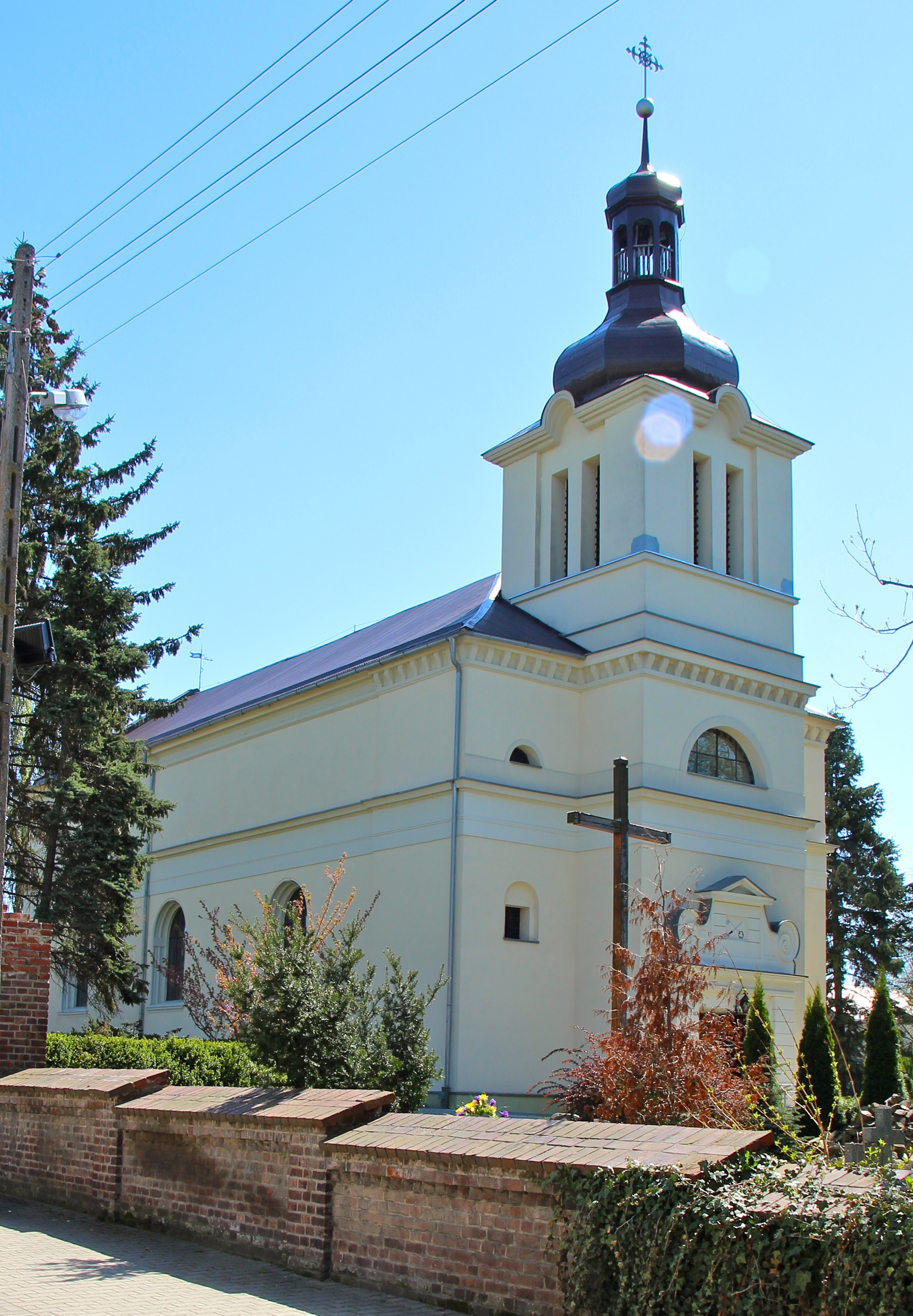
St. Peter und Paul

Der Ort wurde 1377 erstmals als Rofne und Rosne erwähnt. Der Ortsname leitet sich vom altslavischen Begriff rawn (dt. eben). Weitere Erwähnungen erfolgten 1434 als Rowny sowie 1461 als Rowen.
In den Jahren 1444, 1463, 1538 und 1544 wütete die Pest in Roben. 1570 erwarb die Stadt Leobschütz den Ort Roben. Im Dreißigjährigen Krieg wurde das Dorf 1634 durch schwedische Truppen in Brand gesteckt. Die katholische wurde zeitweise als Pferdestall genutzt und nach Abzug der Schweden in Brand gesteckt.
Nach dem Ersten Schlesischen Krieg 1742 fiel Roben mit dem größten Teil Schlesiens an Preußen.
Nach der Neuorganisation der Provinz Schlesien gehörte die Landgemeinde Roben ab 1816 zum Landkreis Leobschütz im Regierungsbezirk Oppeln. 1827 zerstörte ein Feuer große Teile des Dorfes, darunter auch die katholische Pfarrkirche. Bis 1832 erfolgte der Wiederaufbau der Kirche. 1836 kamen nach einem Choleraausbruch 56 Menschen ums Leben. 1845 bestanden im Dorf eine katholische Pfarrkirche, eine katholische Schule, drei Windmühlen, eine Brennerei und 199 Häuser. Im gleichen Jahr lebten in Roben 1120 Menschen, davon 112 evangelisch. 1861 zählte Roben 53 Bauern-, 19 Gärtner- und 99 Häuslerstellen sowie zwei Windmühlen. Die katholische Schule zählte im gleichen Jahr 235 Schüler. 1874 wurde der Amtsbezirk Schmeisdorf gegründet, welcher die Landgemeinden Blümsdorf, Kreuzendorf, Roben und Schmeisdorf und die Gutsbezirke Blümsdorf und Schmeisdorf umfasste. 1877 erhielt Roben einen neuen Schulbau neben der katholischen Kirche.
Bei der Volksabstimmung in Oberschlesien am 20. März 1921 stimmten in Roben 956 Personen für einen Verbleib bei Deutschland und 0 für Polen. Roben verblieb wie der gesamte Stimmkreis Leobschütz beim Deutschen Reich. 1933 zählte der Ort 969 Einwohner, 1939 wiederum 941. Bis 1945 gehörte der Ort zum Landkreis Leobschütz. Kurz vor dem Einrücken der Roten Armee wurde die Dorfbevölkerung am 18. März 1945 evakuiert. Der Ortspfarrer Adolf Beier kam am 23. März durch einen Granateneinschlag ums Leben. Durch Brandschatzung sowjetischer Soldaten wurden 90 % der örtlichen Bebauung zerstört oder stark beschädigt, darunter auch die katholische Pfarrkirche.
1945 kam der bisher deutsche Ort unter polnische Verwaltung, wurde in Równe umbenannt und der Woiwodschaft Schlesien angeschlossen. Im Mai 1945 kam ein Teil der geflüchteten Dorfbevölkerung zurück und baute das Dorf langsam wieder auf. Am 13. Juli 1946 wurde die restliche deutsche Bevölkerung aus Równe vertrieben und kam nach Northeim. 1950 wurde Równe der Woiwodschaft Oppeln zugeteilt, 1999 wurde es Teil des wiedergegründeten Powiat Głubczycki.

## Sehenswürdigkeiten

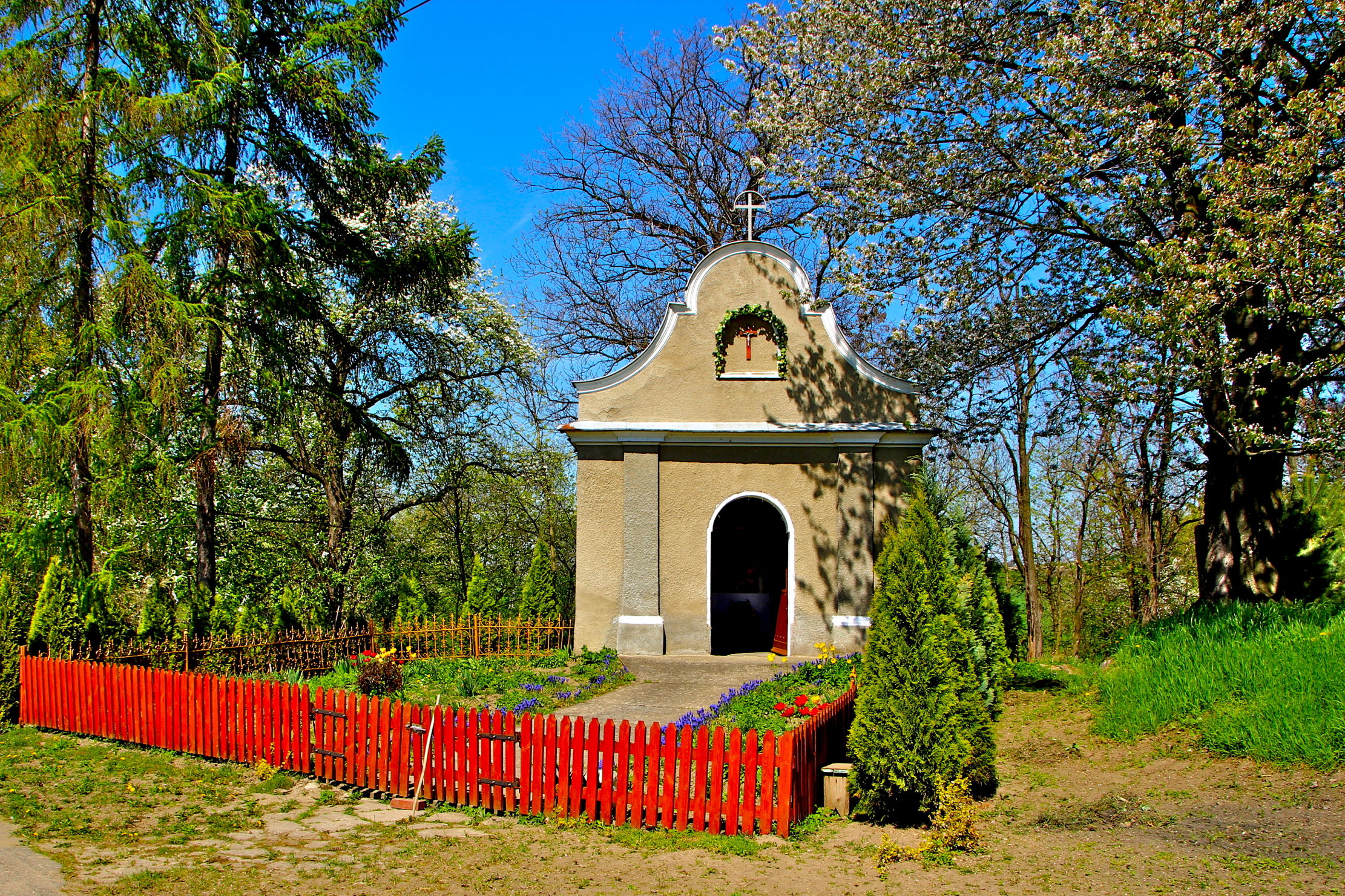
Barocke Wegekapelle

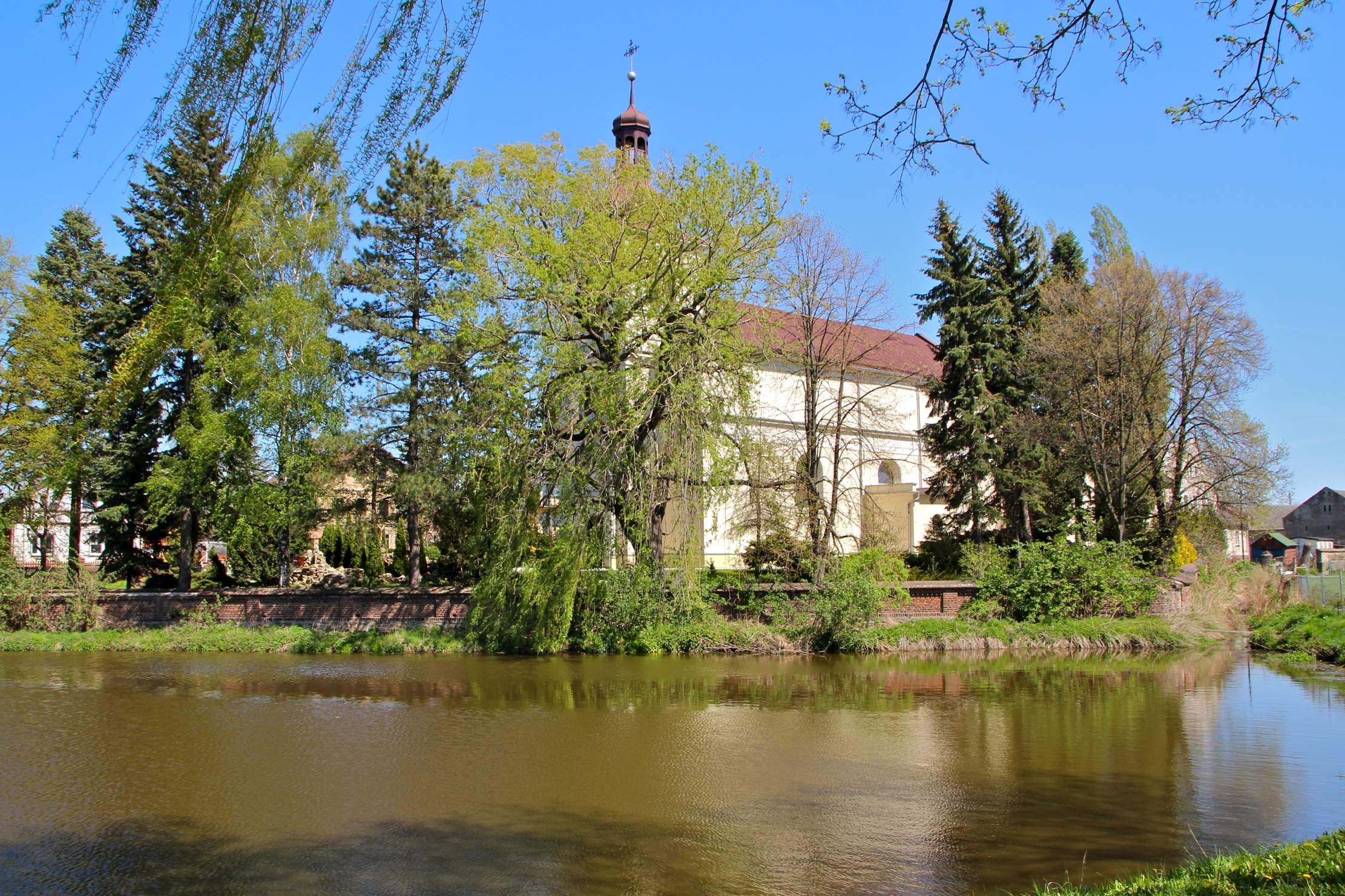
Dorfteich

- Die römisch-katholische Peter-und-Paul-Kirche (poln. Kościół św. Apostołów Piotra i Pawła) wurde bereits im 14. Jahrhundert erwähnt. Zwischen 1540 und 1630 wurde die Kirche von der protestantischen Gemeinde genutzt.[8] 1827 zerstörte ein Feuer einen Großteil des Dorfes. Dabei fiel auch die Kirche dem Flammen zum Opfer. Bis 1832 erfolgte der Wiederaufbau der Kirche im klassizistischen Stil. 1905 erhielt der Glockenturm eine 30 m hohe Turmspitze. Im Zweiten Weltkrieg wurde die Kirche stark beschädigt. Die Turmspitze wurde nahezu zerstört, das Dach stürzte infolge von Artilleriebeschuss ein und der Innenraum wurde von sowjetischen Soldaten verwüstet. Bis in die 1950er Jahre erfolgte der Wiederaufbau. Der Kirchenbau steht seit 1959 unter Denkmalschutz.[9]
- Barocke Wegekapelle aus dem 18. Jahrhundert – seit 1959 unter Denkmalschutz[9]
- Steinerne Wegekapelle mit Altar
- Denkmal für die Gefallenen des Ersten Weltkrieges – Inschriften wurden nach 1945 entfernt
- Steinerne Wegekapelle
- Dorfteich

## Vereine
- Freiwillige Feuerwehr OSP Równe
- Fußballverein Granica Równe

## Söhne und Töchter des Ortes
- Adolf Krömer (1890–1944), deutscher Lagerapotheker im KZ Auschwitz und Nationalsozialist
- Paul Zorner (1920–2014), Jagdflieger, geboren in Roben.